# Ferdinando Innamorati
Ferdinando Innamorati, detto "Fiore", (Belfiore di Foligno, 29 novembre 1877 – Foligno, 19 novembre 1944), è stato un politico e antifascista italiano.

## Biografia
Innamorati  nacque da una famiglia di proprietari terrieri dediti (sin dal 1600) anche alla produzione e lavorazione della carta. A diciassette anni militò tra i repubblicani-socialisti del circolo "L. Marini".
Negli anni finali del secolo (1895) aderì ardentemente al Partito Socialista Italiano e fu tra i fondatori della sezione di Foligno.
Nei primi del Novecento divenne Segretario della sezione socialista nata in Belfiore e poco dopo fu eletto membro del Comitato Direttivo della Federazione tra le varie sezioni ed i nuclei socialisti dei collegi elettorali di Gubbio e Foligno.
Nel 1906 fu delegato al Congresso di Roma ed aderì alla mozione integralista di O. Morgari.
Nello stesso anno venne affiliato alla Loggia massonica "Francesco Guardabassi" di Perugia, dove restò fin quasi al 1919, quando tornò a far parte della loggia folignate.

## Le cariche istituzionali
Nel 1907 fu per la prima volta Consigliere comunale di Foligno e rimase in carica per circa vent'anni ininterrotti.
Negli anni seguenti divenne uno dei maggiori organizzatori di gruppi socialisti in Umbria, e operò anche per il rafforzamento delle organizzazioni socialiste (Federazione Giovanile Socialista).
Ferdinando Innamorati fu esponente di un socialismo umanitario molto attento alla "cultura popolare", e impregnato di temi e pensieri fortemente anticlericali.
Nel primo dopoguerra divenne personalità di primo piano e nel 1920 (oltre a collaborare con il nascente settimanale "Guardia Rossa") fu eletto Consigliere provinciale e, coi voti del PSI, sindaco di Foligno.
Nel 1921 si dimise perché la maggioranza consiliare del PSI aderì al PCI.
Divenne deputato, e aderì poi (1922) al Partito Socialista Unitario.
Nel 1924 prese il seggio alla Camera che era stato di Giacomo Matteotti.

## L'adesione al movimento antifascista
Dopo le leggi eccezionali del 1926 venne dichiarato decaduto dal mandato parlamentare e confinato per 5 anni. Ne scontò tre, prima a Favignana e poi a Lipari.
Le continue misure restrittive limitarono la sua azione negli anni successivi al rilascio ed egli riuscì, grazie anche a vecchi amici di fede, ad organizzare un movimento antifascista in Umbria.
Nel 1944, dopo la liberazione di Foligno, divenne Sindaco di Foligno grazie all'aiuto del Comitato di Liberazione Nazionale (CLN). co. Iniziò il compito il 7 settembre, ma il 19 novembre morì improvvisamente. I funerali risultarono imponenti per la partecipazione di organizzazioni, autorità, popolo. La commemorazione ufficiale fu tenuta in Piazza della Repubblica dall'On. Mario Cingolani, presente l'On. Pietro Nenni.